# Acteon particolor
Acteon particolor är en snäckart som beskrevs av Dall 1927. Acteon particolor ingår i släktet Acteon och familjen Acteonidae. Inga underarter finns listade i Catalogue of Life.